# Lobomolgus okinawaensis
Lobomolgus okinawaensis is een eenoogkreeftjessoort uit de familie van de Lichomolgidae. De wetenschappelijke naam van de soort is voor het eerst geldig gepubliceerd in 2009 door Ho & I.H. Kim.